# تيرينس لي
تيرينس لي (باليابانية: テレンス・リー) هو صحفي ياباني، ولد في 30 أكتوبر 1964.